# المنصاف (الجوف)
المنصاف هي إحدى قرى الجمهورية اليمنية. تتبع جغرافيا لمحافظة الجوف و إداريًا لمديرية المطمة. يبلغ تعداد سكانها 1196 نسمة حسب الإحصاء الذي أجري عام 2004.